# Calbanon

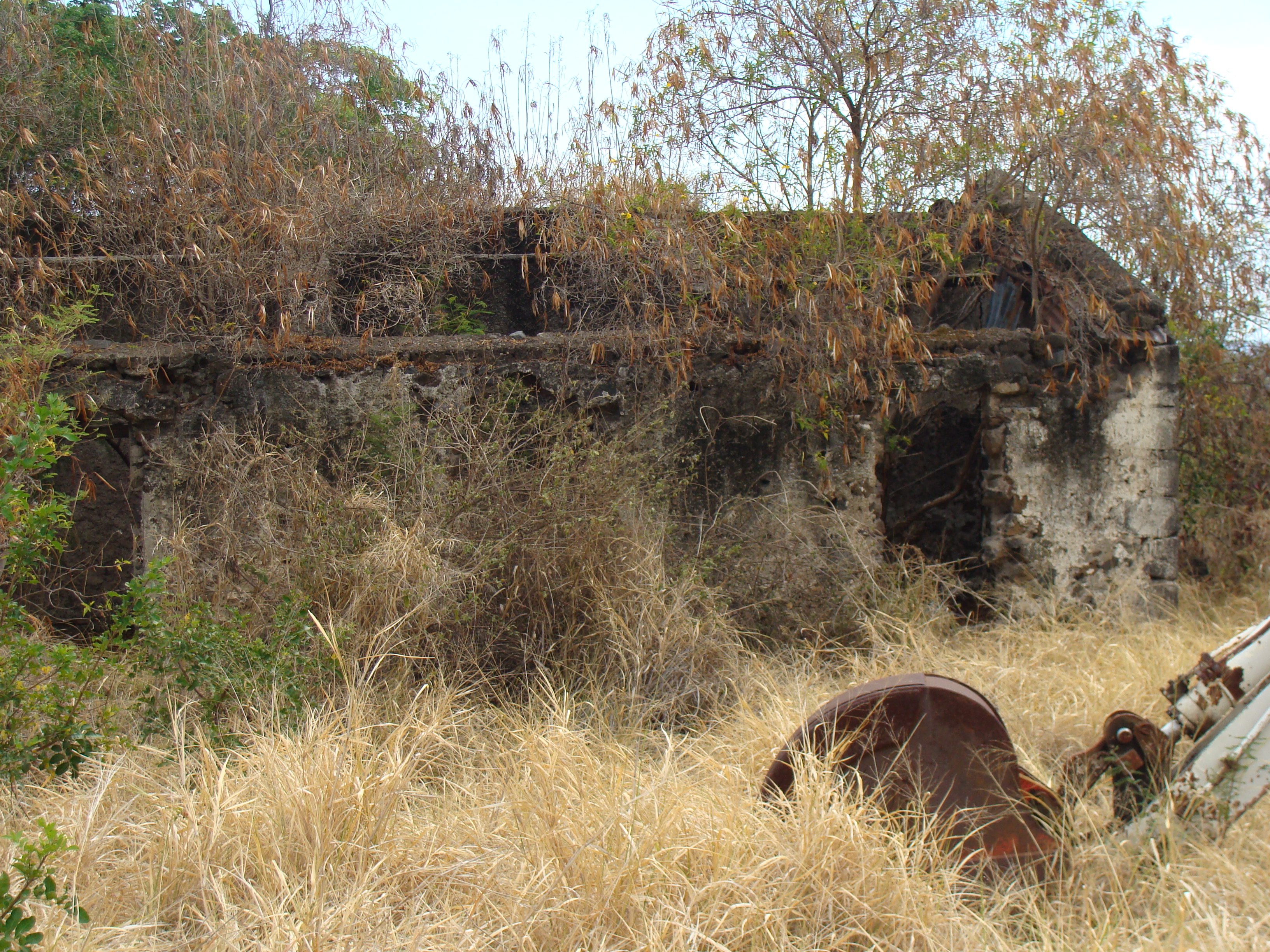
Un calbanon en ruine.

Un calbanon désigne à La Réunion une habitation en général faite de pierres, de chaux et recouverte de tuiles ou de bardeaux. Des calbanons en paille existaient également. Les calbanons sont des bâtiments subdivisés en plusieurs appartements.

## Histoire
Les calbanons servaient de logement aux esclaves puis aux travailleurs immigrés indiens (engagés) après 1848 et plus tard, aux salariés agricoles des grands propriétaires ou encore aux salariés des usines sucrières. Parmi ces derniers, certains y ont habité jusque dans les années 1980.

## Caractéristiques
Les calbanons sont des pièces de 9 m2 à 16 m2 ne disposant ni de toilettes ni de salle de bain. Les travailleurs y vivaient avec leur famille.

## Situation
À l'Est: à Sainte-Suzanne et à Saint-Benoît (à la Rivière des Roches)
Au Sud: à Saint-Louis (au Gol)